# Paraiulus leucoclius
Paraiulus leucoclius är en mångfotingart som beskrevs av Chamberlin 1922. Paraiulus leucoclius ingår i släktet Paraiulus och familjen Parajulidae. Inga underarter finns listade i Catalogue of Life.